# Dealul Visoca
A nu se confunda cu Dealul Visočica din Bosnia și Herțegovina
Dealul Visoca sau Dealul Geamăna se înalță la marginea estică a Platoului Moldovei, fiind cel mai înalt loc al platoului; este situat la aprox. 1,5 km est de localitatea cu aceeași denumire, ajungând până la hotarele nord-vestice ale pământului satului Dărcăuți (ambele în raionul Soroca). Dealul Visoca desparte bazinele a doi afluenți de stânga ai râului Căinari, care sunt râurile Valea Feti și Bulata, acestea pornind de sub poalele lui. Dealul Visoca are trei piscuri ce, din punct de vedere geografic, stau în rând pe brazda deluroasă din dreapta râului Bulata, de la locul unde aceasta se desparte de hotarul bazinelor hidrografice "Căinări" și "direcții scurți ai Nistrului" (s. Niorcani), și intră în bazinul hidrografic "Căinări" spre gura Bulatei, în ordinea următoare: Piscul Fundacului (305m), la al 6-lea km de la Niorcani și cel mai aproape de satul Visoca; Piscul Ocheanului, adică al observatorului (317m), cel mai înalt și mai ascuțit (peste 1km) și Piscul Hotarelor, cu pământul satului Dărcăuți (311m), cel mai plat (peste alți 2km). Așadar, până la Piscul Fundacului pornesc concomitent, de ambele părți ale brazdei deluroase, râurile: Valea Feti și Bulata; iar în acestea coboară de sub dealurile respective: în Valea Feti - Hârtopul Mic, Hârtopul Mare, Valea Fundoaia și Valea Mălcăuți; iar în râul Bulata, alte 5 hârtoape, din care primul și ultimele două sunt Fundacul, Hârtopul lui Leonte (unde s-a așezat satul Slobozia-Nouă sau Traian) și Hârtopul Rotund. (Toponimul istoric a două din ele nu s-a păstrat). Datorită reliefului accidenat al acestor văi, ele au fost și continuă să fie pășuni și pădurice, toate în afară de Valea Feti (lui Fetea), în fundul căreia s-a așezat satul Visoca.
ISTORIA dealului e legată de cea a satului Visoca ce, în epoca medievală a fost cu 4 km mai spre vest de locul unde e acum și se numea "Pelenia". Legenda spune că în sec. 15 aceste dealuri erau acoperite de pădure, numită "Visokaia" (Înaltă). La marginea vestică a pădurii era o mănăstire, acolo unde acum este biserica satului Visoca. Atunci o parte din localnici, au fugit de supărările aduse de toți care treceau pe "Șleah" (vechiul drum militar) - de lângă "Pădurea Vie" în "Pădurea de sub Dealul Înalt", în acte slavonizate parțial scris: "Visokii Deal". Astfel, din sinistrați, s-ar fi format satul Visoca (în paralel existând încă trei secole și satul vechi Pelenia). Încă de la formarea satului Visoca acest deal s-a numit "Geamăna", în urma unor confundări de date și locuri diferite, cu toponime similare. Așadar, acte din anii 1439, 1443, 1466 scriu despre o prisacă de lângă satul Geamăna, numită Visoka Paseka sau, pur și simplu "Visoca de lângă Geamăna", prima fiind moșie (demult dispărută) și a doua, localitate ,,lângă râul Botna ... a mănăstirii Pobrata". Ca urmare, localnicii satului Visoca, ce nu știau de prisaca de lângă satul Geamăna (la mijloc fiind mare distanță geografică), auzind de la autorități de acestea, au crezut că "Visoca de lângă Geamăna" e satul lor, iar Geamăna, ar fi dealul de lângă sat și așa l-au numit. Înregistrări târzii au indicat greșit, cum că prisaca respectivă (ce figurează în actul din 1439) e satul Visoca, iar dealul "Geamăna" ar fi al 5-lea, după înălțime, între Nistru și Prut (în timp ce sunt încă cel puțin 37 dealuri în Republica Moldova mai înalte de 317 metri. Ultima informație s-a transmis cu abatere de la înțeles, căci) dealul Geamăna a fost printre primele "de prioritate strategică", situația generală fizico-geografică fiind cauza priorității. Altfelzis, acesta este "un singur nalt" la marginea Platoului Moldovei, și aproape de Podișul Podoliei, peste care de aici se văd orizonturi îndepărtate, lucru ce trebuia mult, în alte vremi, la observații și orientări geografice. (Dealuri înalte și cu vârfuri netede și împădurite sau nu la margini de podiș, nu aveau această prioritate strategică). Dealul Visoca sau Dealul Geamăna continuă să aibă prioritate la necesitățile umane, pe Piscul Ocheanului fiind montate turnuri pentru antene, iar pe Piscul Fundacului primele turbine eoliene din părțile Sorocii.